# 伦斯
伦斯（德語：Rhens，發音：[ˈʁeːns] ⓘ）是德国莱茵兰-普法尔茨州迈恩-科布伦茨县的城市，面积16.31平方千米，2023年12月31日人口为3,031人。